# José Juan Camarón y Meliá
José Juan Camarón y Meliá (parfois connu comme José Juan Camarón ou José Camarón y Meliá), né le 26 décembre 1760 à Segorbe (Espagne) et mort à Madrid le 11 janvier 1819  est un peintre et graveur espagnol.

## Biographie
Des trois fils de José Camarón Boronat (avec Manuel et Eliseo, également peintres), José Juan est le plus talentueux. Il se forme d'abord dans l'atelier de son père, avant d'intégrer l'Académie royale des beaux-arts de San Carlos à Valence, puis l'Académie royale des beaux-arts de San Fernando de Madrid, écoles desquelles José Juan Camarón sera plus tard nommé académicien émérite.
Il y obtient en 1779 une bourse pour aller étudier en Italie, à l'Accademia di San Luca de Rome, où il restera jusqu'en 1785. Il entre alors en contact avec les mouvements picturaux italiens, ce qui enrichit sa formation.
Il rentre à la capitole espagnole et intègre en 1786 la Fabrique royale de tapisserie pour y réaliser des cartons pour tapisserie ; il y côtoie des peintres tels qu'Antonio González Velázquez, José del Castillo, Ramón Bayeu, Anton Raphael Mengs et Francisco de Goya.
Après avoir été nommé académicien émérite, il cherche à plusieurs reprises à occuper une place importante au sein de l'Académie de San Fernando, où il finira par être le directeur adjoint en 1797. Le 18 octobre 1799, il est nommé directeur de la galerie de peinture de la Fabrique royale de porcelaine du Buen Retiro, où il perçoit le salaire de 12 000 réaux par an. Il est relevé de ses fonctions le 3 juillet 1805 pour devenir officiellement un Peintre de la Cour pour et satisfaire la commande de nombreuses copies d'œuvres d'art des collections royales, sous forme de lithographies.
Il reste à Valence pendant la guerre d'indépendance espagnole, avant de revenir à Madrid en 1814 pour réintégrer ses fonctions à la cour.

## Œuvre
Son style pictural est hérité de son père, avec des influences néoclassiques italiennes et de la décoration madrilène de Luca Giordano et Corrado Giaquinto.
Ses œuvres sont notamment conservées au musée des beaux-arts de Valence, au musée du Prado et au Patrimoine National.

### Œuvres présentes au musée du Prado
- Paseo del Prado con personajes junto a una vendedora ambulante, huile sur toile, 280 × 180 cm.
- Vendedora ambulante y varias figuras a la orilla de un río, huile sur toile, 280 × 180 cm.
- Dos mujeres y un niño, huile sur toile, 168 × 160 cm.
- Descanso en la Huida a Egipto, gouache et plume sur papier, 285 × 217 mm.

### Autres œuvres
- Las Bellas Artes, dessin sur papier orangé vergé, plume, crayon, encre brune, et gouache grise[2]
- Sagrada familia, une œuvre peinte par Rafael de Urbino, dessinée par José Juan Camarón y Meliá et gravée par Gio. Folo Veneto à Rome[3]
- Une série de gravures réalisée par son père pour l'édition de Gabriel Sancha de 1797-1798 de Don Quichotte, mais sur lesquelles José Juan est intervenu[4]